# 罗蕾莱管鼻蝠
罗蕾莱管鼻蝠（学名：Murina lorelieae），一种分布于中华人民共和国广西、云南及越南崑嵩省等地区的蝙蝠，隶属于蝙蝠科管鼻蝠属。模式产地为广西靖西县底定水源自然保护区。

## 形态特征
罗蕾莱管鼻蝠指名亚种前臂长29.77～34.44毫米，颅全长14.82～16.23毫米。背毛毛基黑色，中段淡灰色，毛尖红褐色；腹毛毛基棕褐色，毛尖灰白色。

## 亚种
- 罗蕾莱管鼻蝠指名亚种（学名：Murina lorelieae lorelieae），分布于中国广西、云南。
- 罗蕾莱管鼻蝠越南亚种（学名：Murina lorelieae ngoclinhensis），分布于越南崑嵩。